# كأس العالم الشاطئية 2017
كانت كأس العالم لكرة القدم الشاطئية 2017 النسخة التاسعة من كأس العالم لكرة القدم الشاطئية، وهي البطولة الدولية الأولى لكرة القدم الشاطئية التي تنافس عليها الفرق الوطنية للرجال في الاتحادات الأعضاء في الفيفا. الإصدارات السابقة قبل عام 2005 لم تكن منظمة من قبل الفيفا وتم عقدها تحت عنوان بطولة العالم لكرة القدم الشاطئية. وعموماً، كانت هذه هي النسخة التاسعة عشرة من كأس العالم منذ إنشائها في عام 1995. وكانت هذه رابع بطولة تقام كل عامين. تجري كأس العالم الآن مرة كل سنتين، بعد أن تقام على أساس سنوي بين عامي 1995 و 2009.
بدأ الفيفا عملية تقديم العطاءات في أبريل 2013، بينما في ديسمبر 2014، تم تعيين جزر البهاما كمضيفين؛ كانت هذه هي المرة الأولى التي تستضيف فيها بطولة فيفا للرجال كبار في منطقة البحر الكاريبي، وأول بطولة فيفا تستضيفها جزر البهاما. تقدم خمسة عشر فريقًا من خلال مسابقات التأهل القارية الأولية الخاصة بهم، والتي بدأت في سبتمبر 2016 وانتهت في مارس 2017، للانضمام إلى الفريق المضيف في البطولة النهائية التي تضمنت ثلاث دول لأول مرة في النهائيات وشهدت بشكل خاص أبطال لمرتين (في 2011 و 2013) روسيا تفشل في التأهل. أقيمت البطولة في الفترة من 27 أبريل إلى 7 مايو 2017، حيث استضافت جميع المباريات الـ 32 في ملعب واحد بسعة 3500 مقعد، في العاصمة البهامية، ناسو.
خرج المضيف، الذي ظهر لأول مرة في كأس العالم، في دور المجموعات. كانت البرتغال البطلة سابقا تدافع عن لقبها، لكن البرازيل أخرجتها من الدور ربع النهائي. في نهاية المطاف، فازت البرازيل على تاهيتي في المباراة النهائية لتحرز لقبها الرابع عشر منذ انطلاق المسابقة عام 1995، ولقبها الخامس في عصر الفيفا، منهية انتظارها لمدة ثماني سنوات بعد فوزها الأخير باللقب في عام 2009. احتلت إيران المركز الثالث لتظل أفضل دولة على الإطلاق من قبل الدول الآسيوية في تاريخ المسابقة.

## اختيار الدولة المضيفة
في 19 ديسمبر 2014، أعلنت لجنة الفيفا التنفيذية أن جزر البهاما هي البلد المضيف.

## التأهل
بدأ التأهل مع التصفيات الأوروبية في 2 سبتمبر 2016 واختتم بالمباراة النهائية لحدث الاتحاد الآسيوي في 11 مارس 2017. تأهل المضيف، جزر البهاما، تلقائيًا.
تتلقى الدول الأوروبية عادة خمس مقاعد في كأس العالم، ودول أمريكا الشمالية، مقعدين. ومع ذلك، نظرًا لأن جزر البهاما، بصفتها مضيفة، تتأهل تلقائيًا، فقد قررت الفيفا نقل مكان واحد من الدول الأوروبية إلى مقعد أمريكا الشمالية لاستمرار السماح لبلدين في أمريكا الشمالية بالتأهل كالمعتاد، مما يقلل من عدد المقاعد الأوروبية إلى أربعة.

### أفريقيا
تم تحديد المتأهل من التصفيات الأفريقية من خلال كأس الأمم الأفريقية لكرة القدم الشاطئية لعام 2016 (المرة الأولى التي أقيمت فيها مبارايات التأهل تحت عنوان كأس الأمم الأفريقية بعد أن صعد الاتحاد الإفريقي لكرة القدم من التزامه بكرة القدم الشاطئية في عام 2015). شاركت ثماني دول في النهائيات بين 13 و 18 ديسمبر في لاغوس، نيجيريا، التي تأهلت من 14 فريقًا تمهيديًا في مباراة الذهاب في أغسطس وسبتمبر. أثبتت السنغال في نهاية المطاف فوزها باللقب الرابع الأفريقي والتأهل الرابع على التوالي لكأس العالم. تأهل الوصيف والمضيف نيجيريا، وهو أول تأهل لهم منذ عام 2011.

### أسيا
جرت التصفيات المؤهلة لأعضاء الاتحاد الآسيوي في كوالا تيرينجانو بماليزيا بين 4 و 11 مارس 2017. ودخل 14 فريقًا في الأصل ولكن انسحب فريقان (ميانمار وأوزبكستان) قبل بدء البطولة. تقدمت اليابان بفارق ضئيل إلى الدور نصف النهائي من المسابقة كأفضل وصيف للمجموعات الثلاث في مرحلة المجموعات. فازت إيران والإمارات العربية المتحدة بنجاح في نصف النهائي للتأهل إلى كأس العالم (للمرة السابعة والخامسة على التوالي)، حيث فازت إيران بالنهائي (لقبها الثاني في الاتحاد الآسيوي). وخسرت اليابان ولبنان في نصف النهائي، حصل اليابانيون على المقعد الثالث لدول أسيا.

### أوروبا
تم إجراء التصفيات لأعضاء أوروبا بين 2 و 11 سبتمبر 2016 في جيسولو، إيطاليا. دخل 28 فريقًا في البطولة، حيث تأهلت الفرق الأربعة الأولى (نصف النهائي) لنهائيات كأس العالم. في نتيجة مفاجئة، فازت بولندا، التي احتلت المركز الثاني عشر في أوروبا قبل المسابقة، فازت بالبطولة وحصلت على التأهل الثاني فقط لنهائيات كأس العالم بعد ظهورها لأول مرة في عام 2006. وكانت الوصيف سويسرا، والمركز الثالث البرتغال بطل العالم سابقا الذي تغلب على إيطاليا، التي أحتلت المركز الرابع في التصفيات النهائية. تسبب نجاح بولندا في المرحلة الثانية من المجموعة في انزعاج كبير من خلال حرمان روسيا أبطال كأس العالم (2011 و 2013) حرمان روسيا من الوصول لنهائيات كأس العالم للمرة الأولى منذ عام 2006. ثلاث مرات وصيف كأس العالم (2003 و 2004 و 2013) كما فشلت إسبانيا في التأهل للمرة الثانية فقط منذ ظهورها لأول مرة في عام 1998.

### أمريكا الشمالية والوسطى والكاريبي
أقيم حدث التأهل في أمريكا الشمالية في الفترة ما بين 20 و 26 فبراير 2017 في ناسو، جزر الباهاما في الاستاد نفسه الذي ستستضيف فيه كأس العالم. وشارك 16 فريقًا في منافسات تأهيلية. في مفاجأة للجميع، فازت بنما، في الظهور الثاني لبطولة كونكاكاف للكرة الشاطئية، على جميع القوى الأربع المهيمنة تاريخياً في أمريكا الشمالية في طريقها للفوز بالبطولة (كوستاريكا في دور المجموعات، الولايات المتحدة في ربع النهائي، السلفادور في نصف النهائي والمكسيك حامل اللقب في النهائي). تأهلت بنما والمكسيك إلى نهائيات كأس العالم، الأولى لكأس العالم لأول مرة (أول ظهور في كأس أمريكا الشمالية منذ 2009)، والأخيرة للمرة الخامسة.

### الأوقيانوس
كان من المقرر تنظيم بطولة كرة القدم الشاطئية للأوقيانوس لعام 2017 في فبراير، ولكن لأسباب غير معلنة، تم إلغاء البطولة. نظرًا لأدائهم القوي في نهائيات كأس العالم السابقة، اختار اتحاد الأوقيانوس تاهيتي ليكون ممثل أوقيانوسيا في كأس العالم 2017 (دون الحاجة إلى التأهل) في ديسمبر 2015.

### أمريكا الجنوبية
جرت التصفيات المؤهلة لأمريكا الجنوبية في لامباري، باراغواي بين 5 و 12 فبراير 2017 بمشاركة جميع أعضاء أمريكا الجنوبية العشرة (حدث التأهل الوحيد لرؤية جميع أعضاء الاتحاد المعني). مع توافر ثلاثة مقاعد، حصل منتخب البرازيل والمضيف باراجواي على التأهل بالفوز بنصف النهائي. فازت البرازيل على باراجواي في المباراة النهائية لتفوز بلقبها السادس. فازت الإكوادور على الأرجنتين بركلات الترجيح في المركز الثالث لتلعب بالمركز الأخير في كأس العالم، وهو التأهل الأول لها بعد أن غاب عن المركز الأول، واحتل المركز الرابع في ثلاث مناسبات سابقة. أدان هذا الأرجنتين لأول مرة في غيابها عن كأس العالم منذ 2003، وهي الأولى من عصر الفيفا، وهو الغياب الثالث في الإجمالي بعد ظهورها لأول مرة في بطولة عام 1995.

## الفرق المتأهلة
تأهلت الفرق الـ 16 التالية للبطولة النهائية. بالإضافة إلى جزر البهاما التي تأهلت تلقائيًا كمضيف، تأهلت الفرق الخمسة عشر الأخرى من ست مسابقات قارية منفصلة.

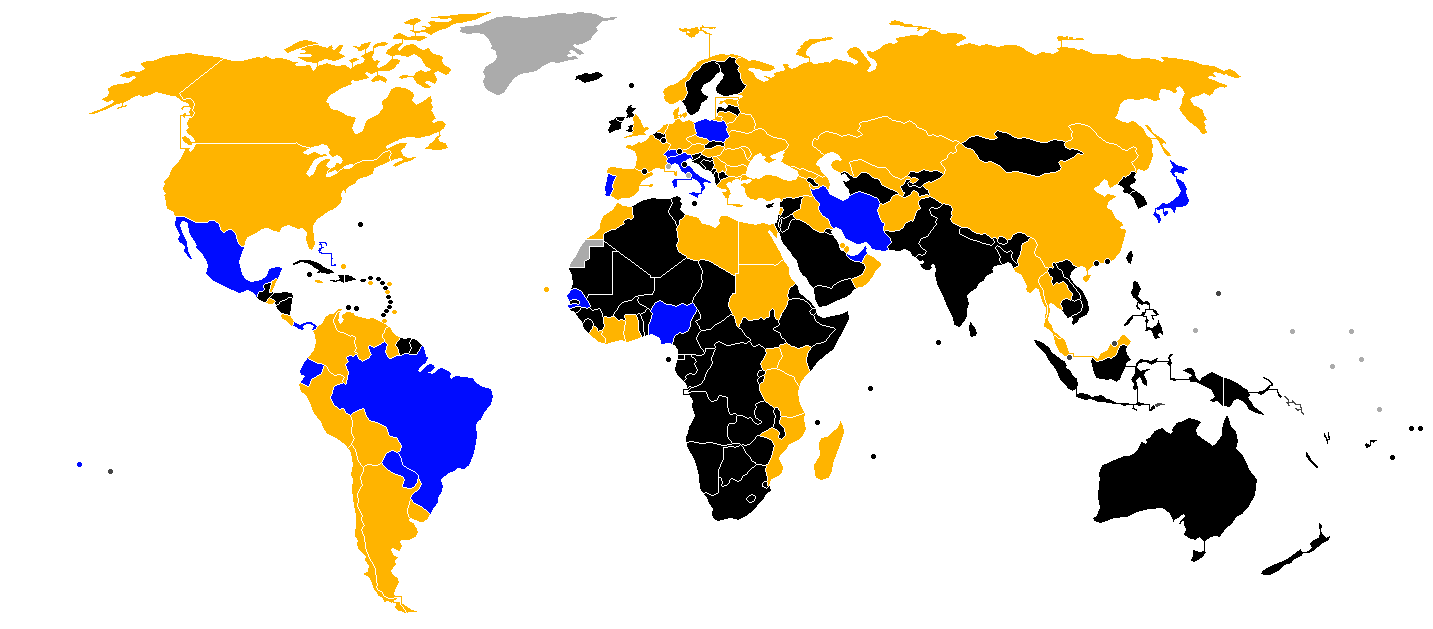
المتأهلين لنهائيات كأس العالم
شاركوا في التصفيات لكن لم يتأهلوا لنهائيات كأس العالم
لم يدخلو كأس العالم
ليسوا أعضاء في الفيفا

| الإتحاد                    | الدورة المؤهلة                          | المتأهلين                              |
| -------------------------- | --------------------------------------- | -------------------------------------- |
| AFC (أسيا)                 | بطولة اسيا لكرة القدم الشاطئية 2017     | إيران اليابان الإمارات العربية المتحدة |
| CAF (أفريقيا)              | بطولة أفريقيا لكرة القدم الشاطئية 2016  | نيجيريا السنغال                        |
| CONCACAF (الكونكاكاف)      | الدولة المضيفة                          | جزر البهاما1                           |
| CONCACAF (الكونكاكاف)      | بطولة كونكاكاف لكرة القدم الشاطئية 2017 | المكسيك بنما1                          |
| CONMEBOL (أمريكا الجنوبية) | بطولة كونميبول لكرة القدم الشاطئية 2017 | البرازيل الإكوادور1 باراغواي           |
| OFC (الأوقيانوس)           | تم تحديده عن طريق اتحاد أوقيانوسيا      | تاهيتي                                 |
| UEFA (أوروبا)              | بطولة يويفا لكرة القدم الشاطئية 2017    | إيطاليا بولندا البرتغال سويسرا         |

## القرعة
| الفئة 1                                                                                        | الفئة 2                                              | الفئة 3                                                                     | الفئة 4                                                   |
| ---------------------------------------------------------------------------------------------- | ---------------------------------------------------- | --------------------------------------------------------------------------- | --------------------------------------------------------- |
| - جزر البهاما (الدولة المضيفة تم تحديدها A1), (44) - البرتغال (1) - البرازيل (3) - إيطاليا (4) | - إيران (5) - سويسرا (6) - تاهيتي (7) - باراغواي (9) | - المكسيك (10) - بولندا (14) - السنغال (15) - الإمارات العربية المتحدة (19) | - اليابان (8) - نيجيريا (20) - الإكوادور (22) - بنما (27) |

ملاحظة: الأرقام الموجودة بين قوسين هي التصنيف العالمي للفرق المرافقة قبل السحب

## مرحلة المجموعات

### المجموعة A
| م | فريق            | لعب | ك | W+ | WP | خ | له | عليه | ف   | نقاط | التأهل         |
| - | --------------- | --- | - | -- | -- | - | -- | ---- | --- | ---- | -------------- |
| 1 | سويسرا          | 3   | 2 | 0  | 1  | 0 | 18 | 13   | +5  | 7    | Knockout stage |
| 2 | السنغال         | 3   | 2 | 0  | 0  | 1 | 25 | 7    | +18 | 6    | Knockout stage |
| 3 | جزر البهاما (H) | 3   | 1 | 0  | 0  | 2 | 7  | 14   | −7  | 3    |                |
| 4 | الإكوادور       | 3   | 0 | 0  | 0  | 3 | 6  | 22   | −16 | 0    |                |

| الإكوادور | 0–9   | السنغال                                                                      |
| --------- | ----- | ---------------------------------------------------------------------------- |
|           | تقرير | Diagne 6'، 17' · Barry 7'، 9'، 21' · Ndoye 15'، 34' · Diassy 24' · Balde 25' |

| جزر البهاما                 | 2–3   | سويسرا                  |
| --------------------------- | ----- | ----------------------- |
| St. Fleur 1' · Christie 31' | تقرير | Ott 6' · Hodel 13'، 27' |

| سويسرا                                                                      | 9–5   | الإكوادور                                                 |
| --------------------------------------------------------------------------- | ----- | --------------------------------------------------------- |
| M. Jaeggy 7' · Stankovic 8'، 15'، 33' · Ott 10'، 10'، 18'، 23' · Werder 10' | تقرير | Bailon 15' · Cedeno 16'، 22' · Delgado 21' · Gallegos 23' |

| السنغال                                                                                | 10–1  | جزر البهاما          |
| -------------------------------------------------------------------------------------- | ----- | -------------------- |
| Sylla 1' · Balde 2'، 3'، 21' · Diagne 5' · Diassy 8' · Ndoye 26'، 30' · Diouf 34'، 34' | تقرير | Christie 17' (ركلة.) |

| سويسرا                                                               | 6–6 (ب.و.إ.) | السنغال                                                       |
| -------------------------------------------------------------------- | ------------ | ------------------------------------------------------------- |
| Hodel 4' · Stankovic 23' (ركلة.)، 24'، 31' · Werder 28' · Spacca 39' | تقرير        | Fall 2' · Balde 13' · Diagne 18'، 32' · Ndoye 25' · Ndour 38' |
| ركلات الترجيح                                                        |              |                                                               |
| M. Jaeggy · Hodel · Stankovic                                        | 3–1          | Barry · Diagne                                                |

| جزر البهاما                                      | 4–1   | الإكوادور   |
| ------------------------------------------------ | ----- | ----------- |
| Francois 19'، 33' · St. Fleur 22' · Williams 34' | تقرير | Moreira 29' |

### المجموعة B
| م | فريق    | لعب | ك | W+ | WP | خ | له | عليه | ف   | نقاط | التأهل         |
| - | ------- | --- | - | -- | -- | - | -- | ---- | --- | ---- | -------------- |
| 1 | إيطاليا | 3   | 3 | 0  | 0  | 0 | 25 | 11   | +14 | 9    | Knockout stage |
| 2 | إيران   | 3   | 1 | 0  | 1  | 1 | 11 | 11   | 0   | 4    | Knockout stage |
| 3 | نيجيريا | 3   | 0 | 1  | 0  | 2 | 15 | 20   | −5  | 2    |                |
| 4 | المكسيك | 3   | 0 | 0  | 0  | 3 | 7  | 16   | −9  | 0    |                |

| إيران                                      | 3–2   | المكسيك                   |
| ------------------------------------------ | ----- | ------------------------- |
| Hosseini 20' · Akbari 29' · Ahmadzadeh 31' | تقرير | Mosco 21' · Maldonado 25' |

| نيجيريا                                                | 6–12  | إيطاليا                                                                                            |
| ------------------------------------------------------ | ----- | -------------------------------------------------------------------------------------------------- |
| Abu 2'، 28'، 35' · Godspower 6' · Tale 22' · Emeka 23' | تقرير | Palmacci 2'، 31'، 31' · Zurlo 9' · Gori 19'، 21'، 23'، 29'، 29'، 32' · Di Palma 23' · Chiavaro 35' |

| إيطاليا                                              | 5–4   | إيران                                                   |
| ---------------------------------------------------- | ----- | ------------------------------------------------------- |
| Gori 8'، 26' · Corisiniti 29' · Ramacciotti 29'، 34' | تقرير | Akbari 9' · Ahmadzadeh 11' · Mesigar 18' · Mokhtari 36' |

| المكسيك                                                         | 4–5 (ب.و.إ.) | نيجيريا                                             |
| --------------------------------------------------------------- | ------------ | --------------------------------------------------- |
| Villa 8' · A. Rodríguez 15' · Maldonado 16' (ركلة.) · Mosco 39' | تقرير        | Emeka 15' · Abu 20'، 39' · Tale 35' · Godspower 37' |

| إيطاليا                                                                            | 8–1   | المكسيك       |
| ---------------------------------------------------------------------------------- | ----- | ------------- |
| Di Palma 3' · Zurlo 17' · Palmacci 17'، 26' · Gori 20'، 24'، 31' · Ramacciotti 34' | تقرير | Maldonado 35' |

| نيجيريا                                                        | 4–4 (ب.و.إ.) | إيران                                  |
| -------------------------------------------------------------- | ------------ | -------------------------------------- |
| Tale 15' (ركلة.) · Emmanuel 19' · Godspower 22' · Ibenegbu 33' | تقرير        | Ahmadzadeh 8'، 21' · Mokhtari 16'، 33' |
| ركلات الترجيح                                                  |              |                                        |
| Tale · Ibenegbu · Ogodo                                        | 1–2          | Boulokbashi · Nazem · Akbari           |

### المجموعة C
| م | فريق                     | لعب | ك | W+ | WP | خ | له | عليه | ف   | نقاط | التأهل         |
| - | ------------------------ | --- | - | -- | -- | - | -- | ---- | --- | ---- | -------------- |
| 1 | باراغواي                 | 3   | 2 | 0  | 0  | 1 | 12 | 8    | +4  | 6    | Knockout stage |
| 2 | البرتغال                 | 3   | 1 | 1  | 0  | 1 | 12 | 6    | +6  | 5    | Knockout stage |
| 3 | الإمارات العربية المتحدة | 3   | 1 | 0  | 1  | 1 | 6  | 6    | 0   | 4    |                |
| 4 | بنما                     | 3   | 0 | 0  | 0  | 3 | 4  | 14   | −10 | 0    |                |

| البرتغال                                                                          | 7–0   | بنما |
| --------------------------------------------------------------------------------- | ----- | ---- |
| Torres 3' · Leo Martins 5'، 28' · Coimbra 6' · José Maria 13'، 32' · Belchior 31' | تقرير |      |

| الإمارات العربية المتحدة       | 3–2   | باراغواي         |
| ------------------------------ | ----- | ---------------- |
| Haitham 5'، 12' · W. Beshr 25' | تقرير | Carballo 9'، 29' |

| باراغواي                                             | 5–3   | البرتغال                   |
| ---------------------------------------------------- | ----- | -------------------------- |
| Rolon 4' · Moran 16'، 31' · Lopez 27' · Carballo 27' | تقرير | Jordan 11'، 18' · Alan 34' |

| بنما                                     | 2–2 (ب.و.إ.) | الإمارات العربية المتحدة                  |
| ---------------------------------------- | ------------ | ----------------------------------------- |
| Galvez 2' · Arrocha 2'                   | تقرير        | Walid 1'، 9'                              |
| ركلات الترجيح                            |              |                                           |
| R. Garcia · Bultron · E. Garcia · Watson | 2–3          | Haitham · W. Beshr · A. Beshr · Ali Karim |

| باراغواي                                                          | 5–2   | بنما                   |
| ----------------------------------------------------------------- | ----- | ---------------------- |
| Villaverde 1' · Benitez 5' · Zayas 10' · Carballo 25' · Moran 30' | تقرير | Watson 9' · Rangel 27' |

| الإمارات العربية المتحدة | 1–2 (ب.و.إ.) | البرتغال                      |
| ------------------------ | ------------ | ----------------------------- |
| Karim 36'                | تقرير        | Belchior 19' · Bruno Novo 37' |

### المجموعة D
| م | فريق     | لعب | ك | W+ | WP | خ | له | عليه | ف   | نقاط | التأهل         |
| - | -------- | --- | - | -- | -- | - | -- | ---- | --- | ---- | -------------- |
| 1 | البرازيل | 3   | 3 | 0  | 0  | 0 | 20 | 8    | +12 | 9    | Knockout stage |
| 2 | تاهيتي   | 3   | 2 | 0  | 0  | 1 | 13 | 11   | +2  | 6    | Knockout stage |
| 3 | اليابان  | 3   | 1 | 0  | 0  | 2 | 15 | 17   | −2  | 3    |                |
| 4 | بولندا   | 3   | 0 | 0  | 0  | 3 | 12 | 24   | −12 | 0    |                |

| اليابان                                                                     | 9–4   | بولندا                                             |
| --------------------------------------------------------------------------- | ----- | -------------------------------------------------- |
| Goto 4'، 5'، 18'، 22'، 27' · Oba 16' (ركلة.) · Iino 22' · Yamauchi 23'، 30' | تقرير | Jesionowski 18' · Saganowski 19'، 26' · Ziober 36' |

| البرازيل                                        | 4–1   | تاهيتي  |
| ----------------------------------------------- | ----- | ------- |
| Filipe 5' · Bruno Xavier 7' · Catarino 13'، 29' | تقرير | Tepa 3' |

| بولينزيا الفرنسية                                      | 4–3   | اليابان               |
| ------------------------------------------------------ | ----- | --------------------- |
| Labaste 4' · Tavanae 26' · Tepa 28' · Li Fung Kuee 35' | تقرير | Akaguma 26'، 31'، 34' |

| بولندا                                            | 4–7   | البرازيل                                                                        |
| ------------------------------------------------- | ----- | ------------------------------------------------------------------------------- |
| Jesionowski 3'، 34' · Saganowski 32'، 36' (ركلة.) | تقرير | Lucao 6' · Catarino 20'، 31' · Rodrigo 24' · Fernando 26'، 34' · Mauricinho 36' |

| بولينزيا الفرنسية                                                                  | 8–4   | بولندا                                                                    |
| ---------------------------------------------------------------------------------- | ----- | ------------------------------------------------------------------------- |
| Li Fung Kuee 2'، 36' · Tavanae 4'، 34' · Tepa 7' · Tchen 12' · N. Bennett 13'، 18' | تقرير | Lenart 22' · Kubiak 27' (ركلة.) · R. Bennett 31' (ه.ذ.) · Jesionowski 34' |

| البرازيل                                                                             | 9–3   | اليابان                                  |
| ------------------------------------------------------------------------------------ | ----- | ---------------------------------------- |
| Goto 5' (ه.ذ.) · Rodrigo 6'، 17'، 23'، 28'، 36' · Mauricinho 20'، 35' · Catarino 21' | تقرير | Oba 10' · Goto 12' · Bokhinha 22' (ه.ذ.) |

## مرحلة خروج المغلوب

### الفئة
|  | ربع النهائي    | ربع النهائي |         |       | نصف النهائي | نصف النهائي |  |  | النهائي | النهائي |
|  |                |             |         |       |             |             |  |  |         |         |
|  | 4 May          |             |         |       |             |             |  |  |         |         |
|  |                |             |         |       |             |             |  |  |         |         |
|  | سويسرا         | 3           |         |       |             |             |  |  |         |         |
|  | سويسرا         | 3           | 6 May   |       |             |             |  |  |         |         |
|  | إيران (ب.و.إ.) | 4           |         |       |             |             |  |  |         |         |
|  | إيران (ب.و.إ.) | 4           | إيران   | 1 (2) |             |             |  |  |         |         |
|  | 4 May          |             | إيران   | 1 (2) |             |             |  |  |         |         |
|  |                | تاهيتي (ج.) | 1 (3)   |       |             |             |  |  |         |         |
|  | باراغواي       | تاهيتي (ج.) | 1 (3)   | 4     |             |             |  |  |         |         |
|  | باراغواي       |             | 7 May   | 4     |             |             |  |  |         |         |
|  | تاهيتي         | 6           |         |       |             |             |  |  |         |         |
|  | تاهيتي         | 6           | تاهيتي  | 0     |             |             |  |  |         |         |
|  | 4 May          |             | تاهيتي  | 0     |             |             |  |  |         |         |
|  |                | البرازيل    | 6       |       |             |             |  |  |         |         |
|  | إيطاليا        | البرازيل    | 6       | 5     |             |             |  |  |         |         |
|  | إيطاليا        | 6 May       |         | 5     |             |             |  |  |         |         |
|  | السنغال        | 1           |         |       |             |             |  |  |         |         |
|  | السنغال        | 1           | إيطاليا | 4     |             |             |  |  |         |         |
|  | 4 May          |             | إيطاليا | 4     |             |             |  |  |         |         |
|  |                | البرازيل    | 8       |       | النهائي     | النهائي     |  |  |         |         |
|  | البرازيل       | البرازيل    | 8       | 4     | النهائي     | النهائي     |  |  |         |         |
|  | البرازيل       |             | 7 May   | 4     |             |             |  |  |         |         |
|  | البرتغال       | 3           |         |       |             |             |  |  |         |         |
|  | البرتغال       | 3           | إيران   | 5     |             |             |  |  |         |         |
|  |                |             |         |       |             |             |  |  |         |         |
|  | إيطاليا        | 3           |         |       |             |             |  |  |         |         |
|  | إيطاليا        | 3           |         |       |             |             |  |  |         |         |

### ربع النهائي
| باراغواي                                   | 4–6   | تاهيتي                                                                           |
| ------------------------------------------ | ----- | -------------------------------------------------------------------------------- |
| Fernandez 15' · Moran 18'، 24' · Zayas 36' | تقرير | Torohia 9' · N. Bennett 12' · Taiarui 19' · Labaste 29' · Tavanae 36' · Tepa 36' |

| البرازيل                                             | 4–3   | البرتغال                    |
| ---------------------------------------------------- | ----- | --------------------------- |
| Catarino 1' · Datinha 19' (ركلة.)، 21' · Rodrigo 34' | تقرير | Torres 1' · Jordan 12'، 30' |

| سويسرا                         | 3–4 (ب.و.إ.) | إيران                                         |
| ------------------------------ | ------------ | --------------------------------------------- |
| Stankovic 17' · Hodel 18'، 23' | تقرير        | Ahmadzadeh 4'، 14' · Nazem 36' · Mokhtari 39' |

| إيطاليا                                                          | 5–1   | السنغال           |
| ---------------------------------------------------------------- | ----- | ----------------- |
| Gori 2' (ركلة.)، 23'، 27' (ركلة.) · Marrucci 21' · Frainetti 25' | تقرير | Balde 34' (ركلة.) |

### نصف النهائي
| إيران                                                       | 1–1 (ب.و.إ.) | تاهيتي                                                             |
| ----------------------------------------------------------- | ------------ | ------------------------------------------------------------------ |
| Nazem 19'                                                   | تقرير        | Tepa 32'                                                           |
| ركلات الترجيح                                               |              |                                                                    |
| Nazem · Mokhtari · Akbari · Ahmadzadeh · Kiani · Behzadpour | 2–3          | N. Bennett · Teriitau · Li Fung Kuee · Labaste · Tepa · R. Bennett |

| إيطاليا                                                          | 4–8   | البرازيل                                                                                |
| ---------------------------------------------------------------- | ----- | --------------------------------------------------------------------------------------- |
| Marrucci 2' · Ramacciotti 9' · Gori 26' (ركلة.) · Corosiniti 26' | تقرير | Mauricinho 2'، 15'، 19' · Rodrigo 9' · Catarino 12' · Lucão 12' · Mão 22' · Bokinha 26' |

### المركز الثالث
| إيران                                                        | 5–3   | إيطاليا                         |
| ------------------------------------------------------------ | ----- | ------------------------------- |
| Ahmadzadeh 3'، 14'، 36' (ركلة.) · Mokhtari 19' · Mesigar 30' | تقرير | 26'، 29' Gori · 33' Ramacciotti |

### النهائي
| تاهيتي (بولينزيا الفرنسية) | 0–6    | البرازيل                                                   |
| -------------------------- | ------ | ---------------------------------------------------------- |
|                            | REPORT | Mauricinho 1', 18' Datinha 7' Catarino 30' Daniel 32', 33' |

Nassau Stadium, Nassau
Attendance: 3,500
Referee: Bakhtiyor Namazov (Uzbekistan)

### الفائز
| كأس العالم لكرة القدم الشاطئية 2017  |
| ------------------------------------ |
| البرازيل للمرة الخامسة (14 الإجمالي) |

### الجوائز الفردية
| الكرة الذهبية أديداس      | الكرة الفضية أديداس  | الكرة البرونزية أديداس  |
| ------------------------- | -------------------- | ----------------------- |
| Mohammad Ahmadzadeh       | Mauricinho           | Datinha                 |
| الهداف الذهبية أديداس     | الهداف الفضية أديداس | الهداف البرونزية أديداس |
| Gabriele Gori             | Rodrigo              | Mohammad Ahmadzadeh     |
| 17 goals                  | 9 goals              | 9 goals                 |
| القفاز الذهبي أديداس      |                      |                         |
| بيمان حسيني               |                      |                         |
| جائزة اللعب النظيف الفيفا |                      |                         |
| البرازيل                  |                      |                         |
| أفضل هدف في البطولة       |                      |                         |
| بيمان حسيني vs. Mexico    |                      |                         |

### Final standings
| م  | مجموعة | فريق                     | لعب | ك | W+ | WP | خ | له | عليه | ف   | نقاط | Final result                 |
| -- | ------ | ------------------------ | --- | - | -- | -- | - | -- | ---- | --- | ---- | ---------------------------- |
| 1  | D      | البرازيل                 | 6   | 6 | 0  | 0  | 0 | 38 | 15   | +23 | 18   | Champions                    |
| 2  | D      | تاهيتي                   | 6   | 3 | 0  | 1  | 2 | 20 | 22   | −2  | 10   | Runners-up                   |
| 3  | B      | إيران                    | 6   | 2 | 1  | 1  | 2 | 21 | 18   | +3  | 9    | Third place                  |
| 4  | B      | إيطاليا                  | 6   | 4 | 0  | 0  | 2 | 37 | 25   | +12 | 12   | Fourth place                 |
|    |        |                          |     |   |    |    |   |    |      |     |      |                              |
| 5  | A      | سويسرا                   | 4   | 2 | 0  | 1  | 1 | 21 | 17   | +4  | 7    | Eliminated in Quarter-finals |
| 6  | A      | السنغال                  | 4   | 2 | 0  | 0  | 2 | 26 | 12   | +14 | 6    | Eliminated in Quarter-finals |
| 7  | C      | باراغواي                 | 4   | 2 | 0  | 0  | 2 | 16 | 14   | +2  | 6    | Eliminated in Quarter-finals |
| 8  | C      | البرتغال                 | 4   | 1 | 1  | 0  | 2 | 15 | 10   | +5  | 5    | Eliminated in Quarter-finals |
|    |        |                          |     |   |    |    |   |    |      |     |      |                              |
| 9  | C      | الإمارات العربية المتحدة | 3   | 1 | 0  | 1  | 1 | 6  | 6    | 0   | 4    | Eliminated in Group stage    |
| 10 | D      | اليابان                  | 3   | 1 | 0  | 0  | 2 | 15 | 17   | −2  | 3    | Eliminated in Group stage    |
| 11 | A      | جزر البهاما (H)          | 3   | 1 | 0  | 0  | 2 | 7  | 14   | −7  | 3    | Eliminated in Group stage    |
| 12 | B      | نيجيريا                  | 3   | 0 | 1  | 0  | 2 | 15 | 20   | −5  | 2    | Eliminated in Group stage    |
| 13 | B      | المكسيك                  | 3   | 0 | 0  | 0  | 3 | 7  | 16   | −9  | 0    | Eliminated in Group stage    |
| 14 | C      | بنما                     | 3   | 0 | 0  | 0  | 3 | 4  | 14   | −10 | 0    | Eliminated in Group stage    |
| 15 | D      | بولندا                   | 3   | 0 | 0  | 0  | 3 | 12 | 24   | −12 | 0    | Eliminated in Group stage    |
| 16 | A      | الإكوادور                | 3   | 0 | 0  | 0  | 3 | 6  | 22   | −16 | 0    | Eliminated in Group stage    |

## وصلات خارجية
- FIFA Beach Soccer World Cup, FIFA.com
- FIFA Beach Soccer World Cup Bahamas 2017 at Beachsoccer.com
- FIFA Technical Report